# Achatinellidae
Achatinellidae is een familie van weekdieren uit de klasse van de Gastropoda (slakken).

## Geslachten
- Apexfulva
- Elasmias Pilsbry, 1910
- Fernandezia Pilsbry, 1911
- Lamellidea Pilsbry, 1910
- Pacificella Odhner, 1922
- Strobilus Anton, 1838
- Tornatellides Pilsbry, 1910
- Tornatellina L. Pfeiffer, 1842
- Tornatellinops Pilsbry & Cooke, 1915
- Tornelasmias Iredale, 1944
- Tubuaia Cooke & Kondo, 1960